# Kosmonautika

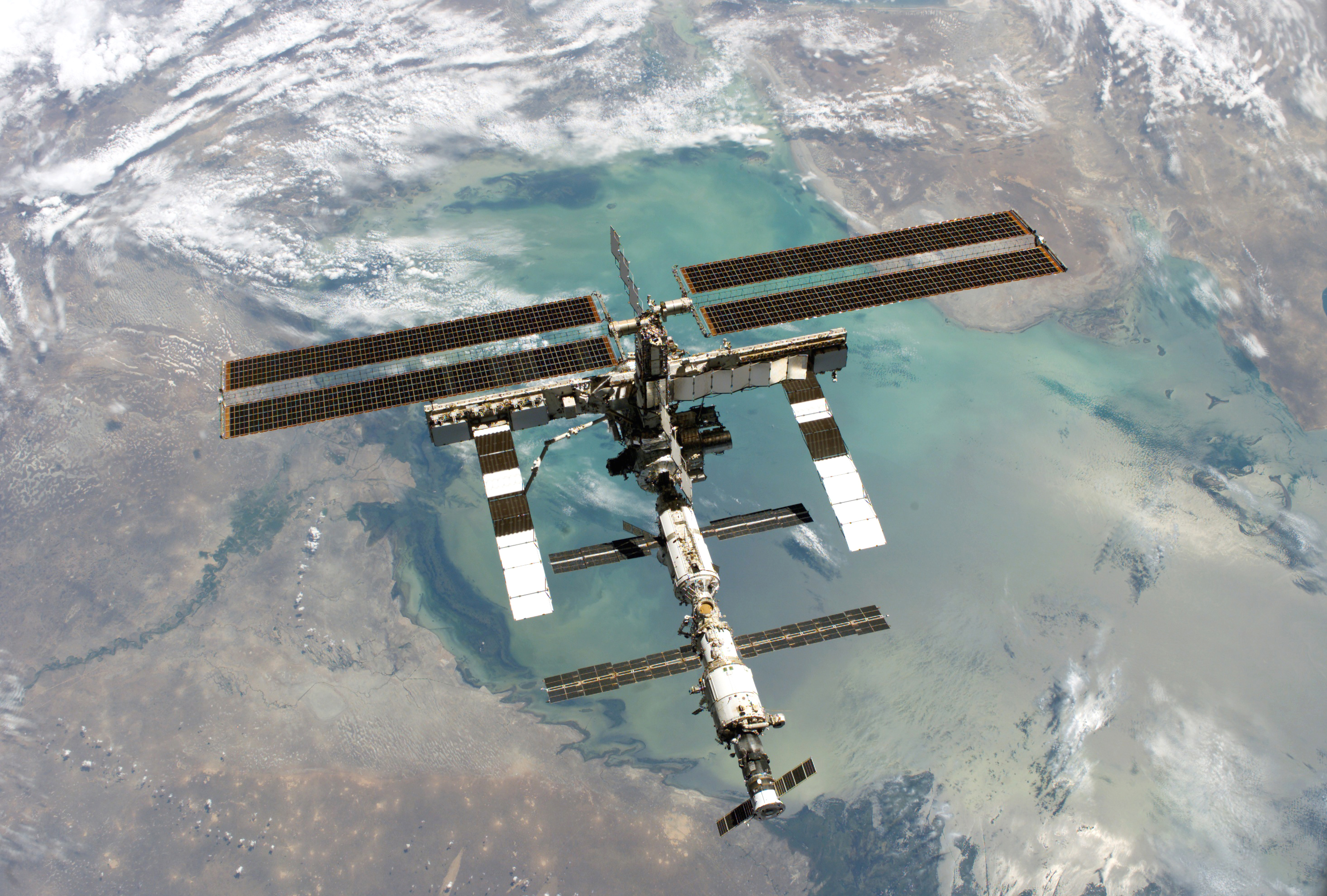
Kosmická stanice ISS v srpnu 2005

Kosmonautika je oblast vědy a techniky, která se zabývá cestováním mimo zemskou atmosféru. Zahrnuje lety, technické řešení a teorii letu kosmických lodí, kosmických stanic, vesmírných sond nebo kosmických raketoplánů, které vzlétají nebo pouze přistávají jako letadlo. Za jejího zakladatele je považován Konstantin Eduardovič Ciolkovskij.
Zabývá se výpočty drah, technickým řešením kosmických raket, komunikačními technologiemi, zpracováním údajů, konstrukcí družic nebo jiných kosmických zařízení. Mezi její oblasti patří problematika spojená s pobytem člověka ve vesmíru, vědecké a výzkumné programy v spojitosti s průzkumem kosmického prostoru okolo Země a okolo jiných vesmírných těles, ale také průzkum povrchu samotných vesmírných těles. Kosmonautika není výzkum vesmíru ze zemského povrchu například pomocí dalekohledů, při kosmonautice jde vždy o kosmický let.
Teorie kosmických letů zahrnuje výpočty letových parametrů, dosažení kosmických rychlostí, výpočty elementů drah. Řadí se sem také výpočet životnosti umělých kosmických těles, výpočet optimálních drah k planetám a jiným tělesům nebo změn drah gravitačním působením těchto těles.
Technika kosmických letů se zabývá konstrukcí raketových motorů nebo jednotlivých stupňů, složením paliva, způsoby navedení na oběžnou dráhu a přistání, způsoby komunikace, navigace a řízení letů. Dále sem patří také zabezpečení orientace v kosmickém prostoru, spojování kosmických lodí a orbitálních stanic nebo zabezpečení pobytu člověka v kosmické lodi.

## Přehledy
- Seznam pilotovaných vesmírných letů 1961–1986
- Seznam pilotovaných vesmírných letů 1987–1999
- Seznam pilotovaných vesmírných letů 2000–2009
- Seznam pilotovaných vesmírných letů 2010–2019
- Seznam pilotovaných vesmírných letů 2020–současnost